# 아나키즘
아나키즘(영어: Anarchism, 프랑스어: Anarchisme)은 모든 형태의 권위에 반대하고 불필요한 강압을 포함해 사회 계층을 영속시키는 모든 제도를 폐지하고자 하는 정치 철학이자 운동으로, 주로 국가와 자본주의를 투쟁 대상으로 한다. 아나키즘은 국가를 무정부 사회 혹은 자유연합적 조합으로 대체할 것을 주장한다. 역사적인 좌익 운동들과 연관된 아나키즘은 정치적 스펙트럼에서 극좌에 위치하며, 사회주의 운동 내의 자유지상주의적 진영, 즉 자유지상주의적 사회주의에 속한다.
아나키즘의 사상적 흔적은 인류의 역사 전반에 걸쳐 분포했지만, 현대 아나키즘은 계몽시대에 등장했다. 19세기 후반에서 20세기 초반까지의 아나키즘은 전 세계적으로 노동자들의 해방 투쟁에서 중요한 역할을 하면서 다양한 학파가 형성되며 발전했다. 아나키즘을 주장하는 아나키스트들은 여러 혁명 전쟁에 참여했는데, 대표적으로 파리 코뮌, 러시아 내전, 스페인 내전 등이 있으며, 이 중에서 스페인 내전의 종식은 고전 아나키즘의 종식을 의미했다. 이후 20세기 후반과 21세기에 아나키즘 운동은 부활하여 반자본주의, 반전 운동, 반세계화 운동에서 중요한 역할을 가지며 인기와 영향력을 얻었다.
아나키즘은 다양한 접근 방식을 이용하는데, 일반적으로 혁명적 방법과 점진적 방법의 두 가지 방법으로 나눌 수 있다. 두 가지 방법 사이에는 상당한 공통점이 있다. 점진적 방법은 아나키즘적 사회가 어떻게 구성될지 시뮬레이션하려고 주장하지만, 역사적으로 폭력적인 방향으로 변한 혁명적 방법에서는 권위와 국가를 전복시키는 것을 목표로 했다. 인간 문명의 많은 측면이 아나키즘의 이론, 비판, 실천의 영향을 받았다.

## 명칭
민주주의(democracy)라는 용어는 고대 그리스어 dêmos(인민)과 krátos(힘)의 합성어 dēmokratía에서 나왔다. 이는 민주주의가 인민에 의한 지배를 의미함과 함께 모든 민주주의 체제의 공통근간을 암시한다. 하나는 누가 의사결정에 참여하는 자인가, 그리고 나머지는 그 의사를 강제할 힘이다. 단순히 말해서 이는 시민권과 치안유지의 결합을 의미하며, 이 두개가 결합하여 정부를 이룬다. 그러나 여기서 데모스 즉 시민은 결코 모든 사람을 의미하지 않았으며 여성, 노예, 이민자, 재산 없는 남성을 포함한 인구의 80~90% 가량의 사람들은 데모스에서 배제되어 정치 권력을 갖지 못했다.고대 그리스에선 이 데모스와 크라토스라는 두가지를 충족하지 못하는 상태를  ἀν-(無)와 ἀρχός(지배자, 통치자)가 합성된 고대 그리스어 아나르코스(ἄναρχος) 즉 아나키라고 불렀다. 이런 사실은 대중에게 다가가기보다(데이비드 그레이버처럼) 순수한 아나키즘을 바라는 이들이 민주주의는 소수에 의한 것이든 다수에 의한 것이든 본질적으로 폭정이며, 아나키즘은 민주주의가 아니며 그 이상의 무엇인가를 의미한다고 주장하는 근거로써 사용되기도 한다. 프랑스의 개인주의적 아나키스트인 알베르 리베르타드(Albert Libertad)는 다음처럼 언급하기도 했다. "아나키스트는 투표하지 않는다. 그들은 지배하는 다수가 되길 바라지 않으며, 복종하는 소수가 되길 원하지도 않는다."
무정부주의(無政府主義)라고도 불리지만, 아나키스트들은 이 용어가 아나키즘이 정부만 반대한다는 인식을 불러일으킬 수 있다며 사용하기를 꺼린다. 반권위주의(Anti-authoritarianism) 역시 아나키즘을 이루는 요소 중 하나이기 때문에 아나키즘과 동의어가 될 수는 없다. 아나키를 말 그대로 해석 하면 지배하는 이가 없음을 의미하며, 지배자, 억압자는 정부, 국가, 자본일 수도, 종교, 도덕과 각종 도그마, 성, 인종, 나이일 수도 있다.

## 사상
아나키즘은 그 특징 때문에 다른 사상들과 달리 정의내리기 까다롭다. 일반적으로 아나키즘은 사회적 아나키즘을 말하나 이 외에도 다양한 형태의 아나키즘 분파들이 존재한다. 아나키즘은 자본주의에 대한 반발에서 일어난 만큼 평등을 중요하게 보는데, 한편으로는 국가와 권력에 대한 반대로 자유를 추구한다는 점에서 프롤레타리아 독재를 부정하기에 마르크스-레닌주의 같은 권위주의적 공산주의와도 대립된다(반레닌주의). 19세기 후반에는 공산주의와 세를 다툴 만큼 세계 도처에서 큰 세력을 형성하였으나, 권력이 부여되는 조직 자체를 부정하는 성향으로 차츰 세력을 잃었지만, 혁명 운동이 일어난 어느 곳에서나 아나키즘은 자유와 평등을 외치면서 살아났다. 대표적인 아나키즘의 투쟁은 파리 코뮌, 에스파냐 내전, 그리고 프랑스 학생혁명이며 21세기에 들어서서는 신자유주의를 반대하는 운동에 많은 아나키스트들이 참가 하고 있다. 러시아에서 발흥한 허무주의 운동과의 차이점은 허무주의가 구제도 모두를 부정하고 철저한 파괴를 주장하면서도, 새로운 사회에 대한 대안이 없었으나 이에 반해 아나키즘은 새로운 대안을 공동체 자치에서 찾았다.
아나키란 지배의 부재를 의미한다. 과거의 국가주의자들과 권위주의자들은 지배받지 않는 대중을 무지몽매한 야만인으로 보았고, 지배가 없는 사회를 혼돈이라 매도하며 자신의 지배를 정당화했다. 그러한 지배계급의 헤게모니에 대항하기 위해 프루동은 자신을 아나키스트라고 규정했다. 프루동은 아나키는 혼돈이 아니라 진정한 질서라고(Anarchy is Order=Ⓐ), 위에서 강요하는 질서가 아니라, 민중이 직접 세우는 아래에서 위로 향하는 진정으로 자유로운 질서라고 최초로 주장한 사람이다.
그렇기에 아나키스트들에게 아나키라는 말은, 일반적으로 통용되는 질서의 부재가 아니라 지배의 부재를 의미하고 있다.  데이빗 위크(David Weick)는 이에 대하여 다음과 같이 요약하고 있다.
아나키즘은 모든 계급적 지배(hierarchy)를 부정하며 그것들을 해소하려고 하는 사회·정치사상을 집계한 것이라고 이해할 수 있다. 따라서 아나키스트의 비판은 확실히 정부(그리고 국가)가 비판이 중심이 되지만 단순한 반국가주의는 아닌 것이다. — Reinventing Anarchy, p. 139

따라서, 아나키즘은, 단순한 반정부와 반국가 운동이라고 하기 보다는, 주로 계급제( hierarchy)에 반대하는 운동이다. 위계질서(hierarchy)가 권력을 구성하는 구체적인 조직형태이기 때문이다. 국가는 그 계급제의 최고형태이므로, 아나키스트가 반국가인 것은 당연하지만, 반국가만으로는 아나키즘의 정의로는 충분하지 않다. 이것은, 진정한 아나키스트는 국가뿐만이 아니라, 모든 형태의 위계질서(hierarchy)에 반대하는 것을 의미하고 있다. 브라이언 모리스(Brian Morris)의 말을 인용해보자.
아나키라는 용어는 그리스에서 유래하며 본질적으로는 「지배자가 없는」것을 의미한다. 아나키스트들은 모든 정부형태나 강제적인 권력, 모든 형태의 계급제와 지배형태를 거부하는 사람들이다. 따라서 멕시코의 아나키스트 프로레스 마곤(Flores Magon)이 말한 국가·자본·교회의「사악한 삼위일체」라 불리는 것에 반대하는 것이다. 따라서 아나키스트는 자본주의와 국가에 반대할 뿐만 아니라 모든 형태의 종교권력에도 반대하는 것이다. 그러나 아나키스트는 동시에, 다양한 수단을 통한 아나키의 상황을 확립하거나, 유도하려 하고 있다. 아나키 상태란, 억압적인 모든 제도가 없는 분권형사회,자발적 결합의 연합을 통해 조직된 사회인 것이다. — “Anthropology and Anarchism” Anarchy: A Journal of Desire Armed, no. 45, p. 38

아나키는 혼돈이 아니라고 하지만, 한편으로 혼돈을 포용하는 관점도 존재한다. 이들은 혼돈을 부정적인 것으로서 전제하고, 무엇이 질서있는 자유인가를 규정하는 문제가 '자유를 규정' 하는 것이며 억압의 가능성이 있다고 주장한다. 대표적으로 에고이스트적 아나키즘 계열의 철학자인 Feral faun(다른 이름 Wolfi Landstreicher)이 다음과 같이 주장한 적이 있다.
혼돈은 비방 받고 경멸되어 왔다. 심지어 대부분의 아나키스트들조차 스스로를 혼돈과 관련짓기를 거부했다. 이것은 살인과 환란과 동일시 되어왔다. 그럼에도, 이것이 질서의 세력에 의한 거짓 프로파간다임을 분명히 해야 한다. 질서를 강제하는 역사는 전쟁, 살인, 강간, 환란과 억압를 증가시키는 역사였다. 혼돈이 아닌 질서는, 오직 모든 존재에게 그 형태를 강제함으로써 그들을 파괴하길 욕망한다. 오직 혼돈의 화신이 되길 자처한 자만이, 이 살인적인 질서에 대항할 수 있을 것이다.
그러나 혼돈이 살인과 환란이 아니라면, 그것은 대체 무엇을 의미하는가? 이것은 무질서인가? 아니다. 무질서는 질서를 필요로 하지만, 혼돈은 모든 질서의 너머에 있는 것이다. 무질서는 망가진 질서다. 우주는 자연적으로 혼란스럽다. 만일 누군가가 그것의 작은 부분에 질서를 부과한다면, 그 질서는 혼란스러운 우주와 충돌하게 될것이며 망가지기 시작할 것이다. 이렇게 강제된 질서가 망가지는 것이 무질서다.
질서에 방해받지 않은 혼돈은 균형을 만든다. 이것은 저울과 무게의 인위적인 균형이 아니며, 살아있고 언제나 변화하는 야성적이고 아름다운 춤이다. 이것은 경이로우며 마법과도 같다. 이것은 모든 정의의 너머에 있기에, 이를 묘사하려는 모든 시도는 단순한 은유에 불과할 것이며 그것의 진정한 아름다움과 에로틱한 에너지를 결코 표현하지 못할 것이다.

따라서 아나키즘은 정치, 경제, 사회적인 측면에서의 계급제(hierarchy)가 없는 사회의 창조를 지향하는 정치사상이다.  즉  아나키는 지배자가 없는 질서를 의미하며, 이것은 개인의 자유와 사회적 평등을 최대화하는 것이라고 아나키스트들에게 받아 들여진다. 아나키스트들은 자유와 평등을 상호적으로 자립하게 하고자 한다. 바쿠닌은 다음과 같이 언급한 적이 있다.
우리는 사회주의 없는 자유란 특권이자 불의이며, 자유 없는 사회주의란 야만이자 노예제라고 확신한다.

인류사회의 역사가 이 점에 대해 증명하고 있다. 평등이 없는 자유는 강한 자만의 자유를 의미하며, 자유가 없는 평등은 노예제도를 정당화하는 구실 이외 그 무엇도 아니다. 한마디로 아나키즘이라 하더라도, 거기에는 여러 형태가 있지만, 그 핵심에는 두 가지 공통점이 있다. 정부에 대한 반대와 자본주의에 대한 반대가 그것이다. 개인주의적 아나키스트, 벤저민·터커는 말하고 있다. 아나키스트는 "국가의 폐지와 부당한 이득의 폐지를 주장한다. 인간에 의한 인간의 지배도 중지되어야 한다." 모든 아나키스트는, 이윤·이자·지대와 집세를 부당한 이득(즉 착취)으로 간주하고 있으며, 정부나 국가와 마찬가지로 그것을 만들어 내는 상황에 반대하고 있다. 수잔 브라운(L. Susan Brown)은 보다 넓은 의미에서 이렇게 말하고 있다. "아나키즘 안에 있는 연대의 정신은, 계급제(hierarchy)와 지배에 대한 전반적인 비판이며, 개인의 자유를 위해서 기꺼이 싸우고자 하는 의지의 표현이다." 국가나 자본가의 권력에 복종 당하는 상황에서, 인간은 결코 자유로워질 수 없다고 아나키스트는 생각하는 것이다.
아나키스트가 계급제(hierarchy)에 반대한다는 것은 단순이 정부에만 반대하는 것이 아니라는 점이 강조 되어야 한다. 계급제에는 정치적 관계만이 아니라, 경제 관계, 사회관계에도 존재하기 마련이다. 프루동은 다음과 같이 주장한다.
자본은, 정치분야에서의 정부와 비슷하다. 자본주의 경제사상,정부와 권력의 정책, 교회의 신학사상은 완전히 동일한 사상이며, 여러 형태로 연결되어 있다. 그들 중 하나를 공격하는 것은 그들 모두를 공격하는 것과 같다. 자본이 노동에 대해 하는 것, 국가가 자유에 대해 하는 것, 종교가 영혼에 대해 하는 것, 이 절대주의의 삼위일체는, 철학적으로 뿐만 아니라, 실천적으로도 유해하다. 민중을 억압하는 가장 유효한 수단은 민중의 육체·의사·이성을 동시에 노예화하는 것이다.— Max Nettlau, A Short History of Anarchism, pp. 43-44

CrimethInc.는 "어째서 혁명적 정부란 존재하지 않는가"란 글에서 국가주의 좌익의 논리를 다음과 같이 비난했다. 아나키스트 용어로서의 "국가주의"란 비아나키스트 이데올로기 전체(맑시즘, 사민주의, 리버럴을 포함)를 가리킨다.
19세기 중반 이래로 아나키스트들은 해방의 열쇠가 국가 권력을 장악하는 것이 아니라, 그것을 폐지하는 것이라는 견해를 유지해오고 있다. 그럼에도 파리에서 상트페테르부르크, 바르셀로나에서 베이징에 이르기까지 한세대의 혁명가들을 힘든 방법으로 이 교훈을 배워야 했다. 정치인들을 바꾸는 것은 실제로 거의 아무것도 바꾸지 않는다. 중요한 것은 경찰, 군대, 법원, 감옥, 관료제와 같은 통치 기관이다. 지배자가 왕이든 독재자이든 의회이든 간에 그런 기관이 유발하는 결과는 유사하다……
정부는 그 자체로 계급 관계다. 지배와 지배 받는 것 사이의 불균형을 폐지하지 않는다면, 계급 없는 사회를 만들어 낼 수 없다......
맑스와 레닌은  계급사회를 폐지하기 위해 국가가 사용될 수 있으며, 그 후에 어떻게든 국가는 사라진다는 무섭도록 당혹스러운 주장을 만들어내었다. “노동자들” 정확히 말해서 노동자를 대표한다고 자처하는 당이 기존의 다른 여당들과 같이 경찰, 군대, 법원, 감옥, 관료제 그리고 다른 모든 국가의 기관에 대한 지배권을 장악한다면, 마치 마법과도 같이 불평등이 아닌 평등을 만들어 낸다는 것이다. 이것은 하나의 질문을 떠오르게 만든다. 국가란 무엇인가? 이것은 그들이 지배하는 사람과는 대조적으로, 특정 제도에서의 정치적 합법성을 독점한 기관이다. 이것은 기관을 통해 다른 사람들 보다 권력을 가진자에게  특권을 부여하기에 바로 불평등 그 자체의 정의가 된다. 맑스주의자들과 레닌주의자들이 수십번의 혁명을 통해 권력을 장악했지만 이중 어느 것도 계급 사회를 폐지하는데 성공하지 못했으며, 오히려 국가를 더욱 강력하고 침략적인 존재로 만들었을 뿐이다. Sonvilier Circular가 언급했듯이 “권위주의적 조직으로부터 평등주의적이고 자유로운 사회가 출현할 것이라고 우리가 어떻게 예상할 수 있겠는가?”

혁명가가 자본의 사적 소유로 유발된 계급 불평등을 제거하기 위해 국가에 자본에 대한 완전한 통제권을 부여한다면, 이것은 정치 권력을 지닌 계급을 새로운 자본주의 계급으로 만들어버릴 뿐이다. 이것을 위한 용어가 바로 국가 자본주의다…… 경제적 그리고 정치적 불평등에 대한 유일한 해결책은 권력 차를 만드는 메커니즘을 그 근본에서 폐지하는 것이다. 이것은 국가 구조를 이용하는 것이 아니며, 자기 결정과 집단적 방어를 위한 수평적 네트워크를 조직함으로써, 경제적 또는 정치적 엘리트들이 특권을 행사하는 것을 불가능하게 만드는 것이다. 이것은 권력 장악의 반대이다.— CrimethInc, Why There’s No Such Thing as Revolutionary Government

아나키스트들은 대리자에게 힘을 위임하는 것이 국가주의를 강화하고 그 자체로서 국가를 만들어 내며 자유의 적이라고 간주하기 때문에 반정치 성향(권력 기관에 영향력을 행사하는 것을 부정한다는 의미에서)을 필연적으로 내포하며 따라서 중앙 권력을 매개하지 않는 자율적인 조직과 운동을 옹호한다. 아나키스트들이 거의 대부분의 좌익세력들과 떨어져서 따로 활동하는 듯한 모습을 보이는 것은 이런 이유 때문이다. 따라서 모든 아나키스트들은 국가와 모든 국가적 요소(법, 경찰, 감옥 등)를 제거하고자 하며, 자칭 아나키스트가 아니라면 어떤 아나키스트도 이를 부인하지 않는다. 일반인들은 법과 경찰이 사라지면 범죄가 치솟을 것이라고 생각할테지만, 바쿠닌이 "범죄는 국가만이 가진 특권이다."라고 언급했듯이 역설적으로 법이 사라지면 범죄도 사라질 것이다. 따라서 아나키스트의 질서 개념이 일반적으로 받아들여지는 것과 동일하다고 가정한다면 많은 오류를 범할 가능성이 존재한다. 차이가 있다면 그 전략이 혁명적 아나키즘이냐, 점진적인 이중권력(현 질서를 교란하는 대항적 힘을 발전시키는 것)이냐 라는 것이다.
모두의 개성을 최대한 신장시키기 위해서는 자유, 평등, 연대라는 세가지 원칭을 바탕으로한 사회를 만드는 것이 중요하다. 아나키스트들의 사상에서 이들 세가지 원칙은 서로 의존적이다. 스스로 생각하고 행동하는 것이 자신의 개성을 발달시키는 유일한 방법이다. 지배는 동시에 창의력과 개인의 책임감을 말살하며 획일성과 평범한을 만들어낸다. 자유가 개성의 발달에 필수라 한다면 평등은 참된 자유가 존재하기 위해 필요하다. 권력과 부, 특권등으로 채워져 있는 계급(hierarchy)사회에 참된 자유는 있을 수 없다. 그런 사회에서는 계급제의 최정상에 있는 사람들이 자유로울 뿐, 나머지는 노예나 다름이 없기 때문이다. 평등이 없으면 자유는 허울뿐인 속임수이다. 자본주의에서처럼 기껏해야 보스를 선택하는 자유만이 주어질 뿐이다. 개성은 다른 자유로운 개인과의 폭넓은 접촉에 의해 발전하는 것이다. 엘리트 계급에 속하더라도 서로 영향을 주고 받는 자유로운 개인이 적은 사회에서는 자기 자신의 발달 가능성도 일부 제한되어 버리는 것이다. 마지막으로 연대는 상호부조를 의미한다. 그것은 같은 목적과 이익을 가진 사람들이 자발적으로 타자와 협력해 활동하는 것이다. 그러나 자유와 평등이 없이는 사회는 상층계급이 하층계급을 지배하는 것을 바탕으로 하는 경쟁하는 모든 계급의 피라미드가 되어 버린다. 자신들이 지금 있는 사회를 보면 알 수 있듯이 그런 사회는 "지배 하던가 지배 받던가" "먹느냐 먹히느냐" "자기 것만 생각하는"것이다. 연대는 자기희생이나 자기부정을 의미하는 것이 아니다. 에리코 말라테스타는 다음과 같이 언급한다.
우리는 모두 에고이스트이다. 그러나 아나키스트들은 지적이고 교육 받았으며 행복한 사람들 사이에서의 형제가 될 수 있는 사회를 건설하기 위한 투쟁을 하는 것에서 최고의 만족을 얻는다. 그러니 노예 생활에 만족하는 사람, 노예노동으로부터 이윤을 얻어내는 것에 만족하며 그런 삶에 적응해버린 사람은 아나키스트가 아니며, 아나키스트가 될 수도 없다.— Life and Ideas, p. 23

아나키즘은, 아나키, 즉 "지배자가 없는" 것을 원칙으로 한 사회의 건설을 제창하는 정치사상이다.

## 역사
고대부터 아나키스트로 여겨지는 사람들(예수, 노자 등)이 있었지만 본격적인 아나키즘의 탄생은 프랑스 혁명 때 등장했다. 윌리엄 고드윈이 프랑스 혁명에 영향을 받아 저술한 《도덕과 행복에 대한 정치정의의 영향에 대한 연구》가 출판된 1793년으로 간주되며, 고드윈은 이 책에서 모든 형태의 정부를 개인의 개화를 가로막고 부패로 이끌 뿐이라고 비판했다. 막스 슈티르너의 저작 《유일자와 그의 소유》은 헤겔주의적인 경향을 띠고 있으며 개인주의적 아나키즘의 발전에 중대한 역할을 맡았지만 그 당시에는 거의 주목받지 못했다.

## 흐름

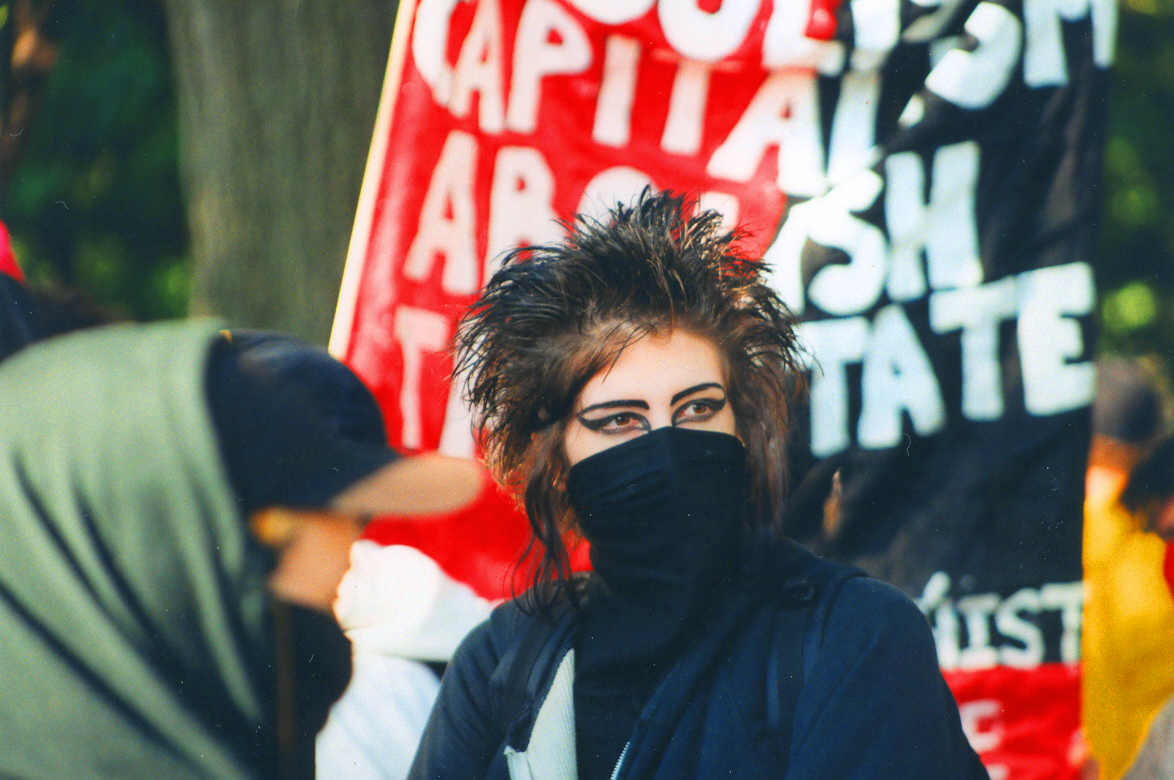
이라크 전쟁에 대한 반전시위

아나키즘 운동에는 크게 세 종류가 존재하는데, 사회적 아나키즘, 개인주의적 아나키즘, 환경주의적 아나키즘이 있으며 환경주의적 아나키즘은 최근에 생겨난 조류이다. 현재 다양한 아나키즘 이론이 공존하고 있으며, 아나키스트로 자신을 정의하는 집단들 가운데서도 전략, 전술, 조직, 정치철학, 경제학, 사회학적인 면에서 대립하는 경우가 많다. 사회주의적 개념에서 사유재산 혹은 사적소유(Private Property)란 이윤을 만들어 내는 재산을 뜻하며, 도로, 공장, 토지등이 이에 해당할 수 있다. 반대되는 개념은 동산(혹은 "개인적 소유",
Personal Property)이며 사람들이 직접적으로 소유하여 사용하는 생산수단이나 다른 (임대주택이나 토지 등 소유자와 사용자간 권력 있는) 권위적인 재산이 아닌 재산(자기 집, 차, 컴퓨터, 침대, 칫솔 등)을 의미한다. 사유재산, 생산수단을 소유한 사람이 부르주아이며, 그렇지 못한 프롤레타리아는 굶어죽지 않기 위해 부르주아에게 고용되어 부르주아가 결정한 노동조건, 노동시간, 임금 등에 자유인으로서 자주적인 영향력(노동자 자주경영의 결여)을 행사하지 못한채 복종해야한다. 이는 계급분할이라는 불평등을 유발할 뿐만 아니라, 임금노예제(wage slavery)에 굴복을 요구함으로써 아나키즘의 핵심적 요소중의 하나인 자기소유권을 박탈하기 때문에 아나키스트들이 사유재산에 반대하는 것이다. 생산수단의 사적소유의 부정, 혹은 공유란 생산 수단의 노동자 통제(Workers' control)를 의미하며, 아나키스트들은 오직 이것을 사회주의라고 부른다. 노동자 통제란 공장등의 생산수단이 '거기서 직접 일을 하는 사람들에 의해 통제 되어야 한다' 는 것을 의미한다. 일반적으로 사회주의 라고 불리는 것(국유화 등), 그리고 사회민주주의자들 등의 좌파가 사회주의라고 부르는 것은 정확히는 국가사회주의이며, 아나키스트들은 사회주의가 국가를 통해 달성하는 것이 불가능하다고 생각하기 때문에 국가사회주의라는 개념을 부정하며 경멸적으로 그것은 국가가 모든 것의 주인이자 자본가가 되어 국민들을 노예로 지배하는 국가자본주의라고 부르기도 한다.
루돌프 로커는 사회민주주의 등의 의회주의를 다음과 같이 비판한다.
부르주아 국가의 정치에 참여하는 것은 노동운동이 털끝만큼도 사회주의에 가까워지도록 만들지 못했지만, 이 방법 덕분에 사회주의는 거의 완전히 부서지고 무가치한 것으로서 비판받았다…… 의회 정치에 참여하는 것은 사회주의 노동 운동에 교묘한 독약처럼 영향을 주었다. 이것은 건설적인 사회주의 활동에 대한 믿음을 파괴했으며, 더욱 나쁜 것은, 구원이 언제나 위로부터 비롯되는 것이라는 파멸적인 망상을 사람들에게 심어주었다는 것이다.
이런 이유로 아나키스트들은 사회민주주의와 볼셰비즘을 개량주의적이고 기회주의적 성격을 가진다고 비판하면서 거부한다. 또한 아나키스트가 주체적으로 공산주의라는 용어를 사용할 때 이는 무계급 무국가를 의미한다. 사회주의자들이 공산주의라는 용어를 사용할 때 이는 '궁극적인 의미'에서 생산수단의 공유의 결과로 계급과 국가와 화폐가 사라진 사회를 의미한다. 맑스주의자(일반적으로 공산주의자라고 불리는 사람들인)와 아나키스트 모두 궁극적으로 이를 공산주의라고 부르지만, 그 방법론에서 있어서 의견의 대립이 존재하는 것이다. 맑스주의자들은 공산주의를 실현함에 있어서 국가를 이용하는 중간단계(국가사회주의)가 있어야 한다고 주장하지만, 아나키스트들은 국가가 사회주의를 죽일 것이라고 반박하면서 오랜시간동안 충돌해왔다.
상호주의(Mutualism)는 프루동이 주장한 경제적 견해로서, 사실상 정치사상으로서의 최초의 아나키즘이다(경제 문제를 이야기 하지 않으면 정치사상 보다 철학에 가깝기 때문에). 상호주의는 기본적으로 사회구성원들이 개인적으로든 집단적으로든 생산수단을 소유한 사회를 옹호하며, 노동가치론에 기반을 둔 자유시장을 옹호한다. 이들은 임대등을 착취로 간주하며 국가와 정부의 보호를 받지 않는 세계에서는 이것들이 존재할 수 없다고 생각한다. 좁은 의미에서 "사회주의적 아나키즘"이란 용어는 공산주의적 아나키즘과는 구별되는 이 "상호주의적 아나키즘"을 가리킨다. 상호주의는 투쟁과정에서의 실천의 괴리등의 문제로 바쿠닌 등의 공산주의적 아나키스트들이 등장하기 시작하자 쇠퇴하기 시작했으며, 오늘날에도 미국 이외에서는 거의 찾을 수 없는 경향이다. 아나키스트의 경제관은 상호주의 이거나 (아나코)공산주의 이거나 둘 중 하나다.
아나키스트들이 민족주의에 반대하는 이유는 민족을 기반으로 하는 이데올로기는 사람간에 차별을 유발하고 인류의 연대를 깨뜨릴 뿐만 아니라, 국가주의를 정당화 하기 때문이다. 민족은 고정된 실체가 아니라 사람의 경험이 만들어낸 인위적인 발명품이다. 이것은 시대의 흐름과 문화를 형성하는 사람의 자율적인 행동에 따라 변하기 마련이지만, 민족을 강조할 경우 이 변화를 거부하며 강제적인 힘을 이용해 민족 정체성을 유지하려는 경향이 나타난다. 예를 들어 미국의 알트 라이트 리처드 스펜서는 네오나치라는 비판을 회피하기 위해서 "평화적인 인종청소"라는 주장을 하지만, 결국 사람들은 민족 개념에 갇혀서 스스로를 제한하지 않을 것이고, 이런 사실 앞에서 민족이라는 교조를 포기하지 않는 다면, 이를 강제로 실현시켜려 할 수 밖에 없을 것이다. 이는 아나키스트들이 이른바 "내셔널 아나키즘"에 대하여 같는 시각과 동일하며, 아나키스트들은 이들을 리처드 스펜서 같은 이들을 대하는 태도와 동일한 태도로서 대우한다.
통칭 "좌파 아나키즘"이라는 용어는 아나키스트 운동에서 두 부류의 사람들이 사용한다. 하나는 아나코 캐피탈리스트나, 내셔널 아나키스트등 기본적으로 아나키스트들이 사이비 취급하는 유형쪽에서 좌파가 아닌 아나키즘이 존재할 수 있다며 자신의 존재(자본주의와 민족주의 등이 아나키즘과 호환될 수 있다면서)를 정당화 하기 위해 사용하는 경우다. 이 경우 기본적으로 아나키스트들은 이 용어와 개념 자체를 반동 세력의 트로이의 목마 취급하며 부정한다. 또 다른 경우는 포스트 레프티스트(이들도 좌파의 일종이지만)라고 불리는 사람들이다. 이들은 아나키스트로서의 주체성 없이 '범좌파' 담론에 휩쓸려 다니면서 이데올로기적 순수성을 훼손시키는 이들을 맑스주의자들이 개량주의자들을 "자본주의 좌파"라고 부르듯이, 경멸적(자칭 아나키스트, 잠재적 변절자라는 맥락에서)으로 "좌파 아나키스트"라고 부른다. 예를 들어, 미국의 포스트 레프트 아나키스트인 제이슨 맥퀸은 다음과 같이 언급 하기도 했다.
초기 아나키스트 운동은 다른 사회주의자들의 운동과 동일한 많은 투쟁에서 나왔으며, 결과적으로 그것은 다른것과는 차별화되었다…… 아나키스트 사상은 언제나 자본주의 하에서의 노동착취에 대한 단순한 사회주의적 비판보다 더 깊고, 급진적이며, 전체적인 함의를 가지고 있었다. 이것은 아나키스트 사상이 혁명 시대의 사회적 소요와 더불어 모든 형태의 사회적 소외와 지배를 폐지하고자 하는 개인의 비판적인 상상력에서 비롯되었기 때문이다.

아나키스트의 사상은 부정할 수 없는 개인주의에 기반한 사회비판의 입장에서 언제 어디서나 오직 자유로운 개인만이 자유롭고 소외없는 사회를 창조할 수 있다고 선언한다. 마찬가지로 중요하게 이 개인주의 입장의 토대는 어떤 개인에 대한 착취나 억압이라도, 모든 사람의 자유와 그 자신으로서의 완전함을 감소시킨다는 생각을 포함한다. 이것은 개인을 끊임없이 평가절하하고 경시하며 부정하는 정치적 좌파의 집단주의적 이데올로기와는 매우 다르다…… 이것은 진실된 아나키스트들이 그들의 정치적, 경제적 권력을 장악하고, 보호하고, 확산 시키기 위해 거리낌없이 대량 착취, 대량 억압, 그리고 빈번하게 대량 투옥과 학살을 자행했던 좌우 권위주의자와 중도 세력과 같은 입장을 취하기를 택하지 않도록 하는 이유다.
아나키스트들은 오직 자신들을 자유롭게 조직하는 사람들만이 자유로운 공동체를 창조할 수 있다고 생각하기에, 그들은 자유로운 사회의 출현을 필연적으로 막을 수 있는 종류의 권력을 추구하면서 개인이나 공동체를 희생하길 거부한다. 그러나 아나키스트 운동과 사회주의 운동의 상호적인 기원을 고려할 때, 그들은 국제 노동운동의 지원을 확보하기 위해 여러 수단을 취했으며, 사회주의자들은 종종 아나키스트의 이론이나 실천을 택하기도 했으며, 많은 아나키스트들이 좌파 이론과 실천을 채택하여 자신들과 합성하기도 했다…… 사회주의 좌파가 권력을 장악한 곳은 어디든지 최선의 경우 자본주의를 개량하는 것이였으며, 최악의 경우 새로운 폭정을 만들어내서 살인적인 정책들로서 대량 학살을 자행하는 것이었다.
그러므로 소비에트 연방의 붕괴로 인한 정치적 좌파의 국제적인 붕괴와 함께, 이제 모든 아나키스트들이 좌파의 쇠퇴하는 잔재물로 만들어졌거나 지속되고 있는 모든 종류의 타협을 재평가할 때가 되었다. 과거의 아나키스트들이 좌파주의와 타협함으로써 얻게 된 유용성이 무엇이든지 간에 그것은 자본주의의 근본적인 제도에 대한 명목상의 반대조차 할 수 없을 만큼의 좌파의 점진적인 소실과 함께 증발하고 있다.
역사의 무대에서 좌파의 급격한 몰락은 국제적 아나키스트의 진영이 반자본주의 투쟁의 유일한 혁명적 대안으로 떠오르게 만들었다. 지난 10년간 아나키스트 운동은 번성했으며, 이러한 성장의 거의 대부분은 아나키즘의 가시적이고 활발하며 우상파괴적 활동에 매혹을 느낀 불만 많은 청년들을 끌어들였기 때문이었다......  불행히도 모든 좌파가 하룻밤 새 퇴색되거나 그들의 근본을 바꾼 건 아니었다. 대부분의 전(前) 좌파들은 불가피하게 의식적이거나 무의식적으로 좌파적인 태도와 편견과 습관을 가져왔고, 그들의 구 정치 환경의 구조화된 가정들을 가진 채로 아나키스트 진영에 들어왔다. 그러한 모든 태도와 습관과 가정들이 필연적으로 권위주의적이거나 반(反)아나키스트적인 것은 아닐 테지만, 분명 그런 사람들이 많이 존재한다.
이런 문제 중의 일부는 많은 전좌파들이 아나키즘을 단지 반국가주의 좌파로만 오해하면서, 이것의 부정할 수 없는 개인주의적 기반을 사회투쟁과 무관한 것으로써 경시하거나 무시한다는 것이다. 많은 경우 그들은 모든 형태의 사회적 소외를 폐지하고자 하는 자기 조직화된 운동과 단지 평등주의적인 형태로 생산을 재구성하려는 운동 사이의 간극을 이해하지 못한다. 일부는 이를 이해하지만 여러 이유로 아나키즘 환경을 정치적 운동의 형태로써 개량하려 한다. 어떤 전좌파들은 사회적 소외의 폐지가 가망이 없거나 불가능하다고 생각하기에 이를 수행한다. 어떤 경우는 그들이 여전히 이론과 실천에 있어서 모든 개인주의적 요소(성적 요소이든 문화적 요소이든 간에)를 거부하는 흔적을 지니고 있기 때문에 이를 수행한다. 어떤 이들은 진정한 아나키스트 운동에서 어떤 권력의 지위도 얻지 못할 것이라고 냉소적으로 깨닫고선 조작의 여지가 많은 협소한 정치 조직을 만들고자 한다. 계속해서 어떤 이들은 자율적인 사고와 실천에 익숙하지 않고, 단순히 아나키스트 전통의 여러 측면에 대해 불안과 불편함을 느끼기에 아나키스트 환경에서 좌파의 그런 측면들을 밀어 붙이기를 원한다. 그렇게 그들은 그들을 이끌어줄 명시적인 권위주의적 이데올로기가 없이도 과거처럼 간부나 활동가의 역할을 이어 나가기를 원한다.

아나키스트 환경에서 현재의 논쟁을 이해하기 위해서 아나키스트들은 끊임없이 이 모든 것들을 의식(신중하게 비판적으로)하고 있어야 한다.
아나키스트의 전자 도서관 중 가장 거대한 도서관인 아나키스트 라이브러리에선 아나키즘이라는 용어가 지닌 의미에 대해서 다음과 같이 언급 한다.
우리가 아나키즘이라는 용어를 사용할 때, 이것은 상당히 넓은 것들을 의미하지만, 넓다는 것이 무한하다는 의미는 아니다. 기본적으로 이 정의는 국가와 자본에 반대하는 사상으로 축소될 수 있다. 이것은 즉시 이른바 "아나코 캐피탈리즘"과 "내셔널 아나키즘"을 비롯한 비슷한 쓰레기들을 배제한다.

### 정통적 흐름

#### 사회적 아나키즘
흔히 사회주의적 아나키즘이라고 불리기도 하지만, 이말은 거기서 비롯된것이 아니라 사람을 다소 사회적 존재로 파악하기에 사회적이라고 부르는 것이다. 사회적 아나키즘 혹은 사회주의적 아나키즘은 공산주의, 생디칼리즘 등의 형태로 나타나며, 아나키스트 사상계중 제일 많은 세력을 보유하고, 아나키스트들의 주요사상으로 남아있다. 보통 아나키즘하면, 이 사회적 아나키즘을 의미한다.  자본주의적 생산수단의 사적 소유를 부정하며, 생산수단의 사회화를 목표로한다. 사회적 아나키즘은 바쿠닌에 의해 최초로 시작되었으며 후에 바쿠닌과 그의 추종자들은 제1인터내셔널에서 중요한 세력을 형성했으나 카를 마르크스와의 대립으로 바쿠닌이 제1인터내셔널에서 축출된 이후 독립된 세력이 되었다. 사회적 아나키스트들은 연방주의(Federalism) 구조를 지지하는데 아나키스트 이론에서 연방주의란, 아래에서 위로 향하는 형태의 조직의 연합체로서 구성원들의 자기 결정권을 강조하는 조직화 형태다.
하위분류로 다음과 같은 분파들이 존재한다.
- 집산주의적 아나키즘
- 아나코생디칼리즘
- 아나코공산주의

#### 개인주의적 아나키즘
개인주의적 아나키즘의 상호주의(mutualism, 시장사회주의) 흐름 역시 재산(property)과 점유(possession)를 구분하여 생산수단을 포함한 다른 위계적인 권력관계를 만든다고 여겨지는 (임대주택, 부동산 같은) 자본주의적인 의미의 재산 개념을 부정한다. 자본주의에서는 기본적으로 자본가와 노동자, 집주인과 세입자등의 위계와 부자유로운 권력관계가 존재하며, 자본에 의한 여러 권위가 소유물을 지키가 위한 사회적 기관을 만들고 이는 결국 아나키즘에 반하는 요소이기 때문에 그런 자본주의적 사유재산을 부정한다. 다만 점유(possession, 그것을 사용하는 한 통제하며 사용하지 않는 소유물에 대해 권리를 휘두룰 수 없음을 의미)와, 생산수단의 상호주의적 소유 그리고 상호주의적 시장은 인정한다. 직접적으로 사용하지 않는 재산이란 여러 가지 형태가 있을 수 있지만 대표적으로 임대가 있다. 상호주의적 아나키스트들은 공산주의적 아나키스트의 "소유는 도둑질이다"(이 말은 상호주의 아나키스트인 프루동의 주장이긴 하지만)라는 슬로건과 구별하여 "임대는 도둑질이다(rent is theft)"라는 슬로건을 내세우기도 한다.
에고이스트 성향의 이들은 일반적인 소유개념이나 시장을 개인을 지배하는 권위로 파악하고 그 자체를 유령으로 간주해 부정하는 경향이 있다. 크게 에고이즘 계열과, 시장 사회주의 계열로 나뉘는데, 전자는 슈티르너에게 강하게 영향을 받을 자들이고, 후자는 프루동 터커등의 사람에 영향을 받아 발전한 것이다. 케빈 카슨(Kevin Carson)이 오늘날 가장 유명한 시장 사회주의 계열의 개인주의적 아나키스트다. 유럽에서 개인주의적 아나키스트는 대체로 에고이스트를 의미하며, 미국에선 시장 사회주의자들을 주로 의미한다.
- 개인주의적 아나키즘
- 윌리엄 고드윈

영국의 공상적 사회주의자이자 최초의 아나키스트라 평가된다. 지식과 교육을 통해 권위에서 벗어나 아나키 사회에 도달하는 청사진을 제시했다. 국내에선 잘못 알려졌지만 그가 특정한 아나키즘 분파를 형성하진 않았다.
- 에고이스트적 아나키즘

- 일리걸리즘

에고이즘에 영향을 받아 나타난 경향
- 포스트 레프트 아나키즘

- 좌파 시장 아나키즘
- 상호주의적 아나키즘

### 이후 나타난 흐름들
아나키즘에는 그 외에 잘 알려지지 않은 소규모 분파들이 존재한다.
- 환경주의적 아나키즘

환경주의적 아나키즘은 모든 형태의 산업화 경제와 자연의 파괴를 거부하며, 산업화를 주장한 공산주의적 아나키스트들에도 반대한다. 현재 아나키즘의 세 번째 극으로 자리 잡혔으며, 자연으로의 회귀를 주장한다. 산업화와 기술의 지배를 거부하며 원시적 사회로의 회귀를 주장하기도 한다.
- 원시주의적 아나키즘
- 녹색아나키즘
- 사회생태주의사적 경철
- 채식아나키즘

- 자본주의적 아나키즘

많은 아나키스트들은 기본적으로 "아나코" 캐피탈리즘을 아나키즘으로 인정하지 않는다. 기본적으로 개인주의 아나키스트들과 상호주의 아니키스트들이 선호하는 자기가 직접 사용하고 소비하는 점유(possession) 기반의 시장경제와는 달리 다른 사람을 향해 확대되는 '자본주의적 재산(property)'제도에서는, 사장과 직원의 위계관계, 상사와 부하 직원의 위계관계, 집주인과 세입자간의 위계등 소유자와 사용자 간의 차이에서 부자유롭고 지배적인 권력관계가 존재하기 때문이다. 또한 기본적으로 아나키스트들이 국가권력을 폐지 하고자 하는 이유는, 국가가 자본가를 지키는 계급적 보루 역할을 하고 있기 때문이다. 국가가 폐지 된다면, '사유재산을 보호할 경찰이 사라지고' 그 때가 되면 노동자들이 생산 수단을 점령하고 점유 해서 자주관리 하에 들어가면 되기 때문이다. 하지만 "아나코" 캐피탈리즘은 사유재산을 보호하기 위해, 사적 경찰 등을 이야기 하는데, 이는 국가 권력을 폐지가 아니라, 권력을 민영화 시키겠다는 이야기나 사실상 마찬가지이다.
(우파) 자유지상주의는 아나키즘이 아니다. 어떤 자유지상주의자들은 이를 기꺼이 인정한다. 예를 들어서, 급진적 에고이스트인 아인 랜드는 자유주의(liberalism)의 경직된 개인주의에 호의를 보이며 슈티르너의 공동적 개성을 명백히 부정했다. 로버트 노직은 미국의 개인주의적 아나키스트들을 일축했다. 이러한 아나키즘에 대한 명백한 거부는 자유지상주의자들이 소중히 여기는 기본적인 자유주의적 이데올로기를 내비친다... 그들 중에서는 라이프스타일과 민권에 관하여 집중하는 자유지상주의자들이 있으며, 이들은 그들의 사적인 영역, 즉 약물과 성생활의 문제에서 국가의 간섭을 없애길 원한다. 다른 파벌에서는 경제문제에 관심을 표하는 자유지상주의자들이 있으며, 그들은 신고전 경제학의 자유방임 "자유시장" 자본주의를 찬양하며  "자연적인" 자본주의를 오염시킨 국가를 비방한다. 이 두 집단 모두 국가를 경멸하지만, 그들은 결코 국가를 제거하길 원하지 않는다. 이 최소국가 체제에 대한 입장은 자유지상주의가 아나키즘으로 분류되지 않게 하는데 충분하며, 이런 결론은 랜드, 뷰캐넌, 호퍼(Hospers), 노직에 의하여 받아 들여졌다. 이 문제에서 더욱 드러나는 것은 어째서 자유지상주의자들은 국가를 유지하길 원하는가이다. 그들은 항상 법과 경찰 군사같은 국가의 강압성을 유지하길 원하는데, 이는 아나키즘이 아닌 자유주의가 인간의 본성에 관하여 가지는 특정한 견해에서 직접적으로 파생한다. 자유지상주의자들은 사회의 여러 문제들(범죄, 빈곤 등)을 인간의 본질적인 문제 탓으로 돌려버리며, 국가에 의한“공정한”강제력을 옹호한다. 여기서 그들은 자유주의가 그러하듯이 자본주의를 전적으로 지지하기 때문에 권력의 본질적인 기능에 의해 필연적으로 발생하는 인간의 부패와 타락을 결코 인정하지 않는다. 그들은 권력과 중앙집권화, 경제적 불평등, 계급제와 권위에 반대하지 않는다…. 이는 아나키즘에 대한 완전한 부정이다.
마지막으로 다루어야 할 것은 머리 로스바드라는 명백한 예외적 존재다. (우익) 자유지상주의 운동 안에서 로스바드는 국가의 완전한 제거를 원하는 소수파를 대표한다. 그러나 로스바드가 아나키스트라는 주장은 그가 오직 공적국가를 끝내길 원한다는 것이 밝혀지자 기각된다. 이후 그는 각 사람이 자본주의 판매상으로부터 자신의 사적 경찰과 군대, 법률체계 등을 보유한 수많은 개별 국가를 건립하는 세계를 옹호한다. 로스바드는 부를 축적하는 것에 대해 아무런 문제 의식이 없기에, 더욱 많은 자본을 가진 사람은 그들이 오늘날 그러한것처럼 필연적으로 강력한 강제력을 가지게 될 것이다. 더욱이 로스바드(혹은 다른 자유지상주의자들)가 개인주의적 아나키즘을 이용할때, 그는 언제나 극도의 취사선택인 태도로 그가 유리한 부분만을 이용할 뿐이었다. 그의 대부분의 교의의 핵심 원칙이 명백하게 반자유지상주의(anti-Libertarianism)적이라는 사실은 편리하게 무시되었으며, 그 결과 남은 것이란 자본주의를 방어하는 공허한 자유와 결합한 허울뿐인 반국가주의일 뿐이다. 결과적으로 (우파) 자유지상주의의 “아나키”는 자유주의적(liberal)인 사기로 축소된다.

- 기독교 아나키즘
- 인식론적 아나키즘
- 아나카 페미니즘
- 아나코-펑크
- 초월주의적 아나키즘
- 크립토아나키즘
- 민족아나키즘
- 정강주의
- 무장아나키즘
- 후기아나키즘
- 반란적 아나키즘
- 퀴어 아나키즘

### 결론
아나키즘의 다양한 성향들은 개인의 자유가 노동조합, 공동체, 법, 정부를 비롯한 어떤 조직의 권위에도 억압받지 않는 자유지상적인 사회를 목표로 한다는 점에서 일치한다. 제2차 세계대전 이후 정치학, 철학, 문학 등 다양한 학문분야에서 영감을 얻은 흐름들이 등장했다.
아나키즘의 배경이 되는 철학의 다양성은 아나키즘 내의 다양한 흐름의 존재에서 드러나며, 이 때문에 동일한 목적을 가진 아나키스트들이라고 해도 그 강령적인 부분에서 서로 동의하지 못하는 경우가 많아 하나의 통일된 운동을 형성하지는 못한다.

## 아나키스트
대한민국의 아나키스트로는 이회영, 유자명, 백정기, 정현섭, 박열, 하승우, 김종진, 유림, 하기락, 구승회, 박홍규 등을 들 수 있다. 그 외 국가에서는 피에르조제프 프루동, 미하일 바쿠닌, 표트르 크로폿킨, 레프 톨스토이, 머레이 북친, 옘마 골드만, 놈 촘스키, 미셸 푸코, 막스 슈티르너, 벤저민 터커, 윌리엄 고드윈, 제프 몬슨, 루이지 루체니, 파울 파이어아벤트, 부에나벤투라 두루티, 네스토르 마흐노, 에리코 말라테스타, 렌조 노바토레, 루이지 갈레아니, 사코와 반제티, 가에타노 브레시, 안테오 잠보니, 마리우스 자코브, 레프 초르니 등이 있다.
아나키스트 단체로는 흑색공포단, 의열단, 조선무정부주의자연맹, 조선에스페란토문화사, 조선노동동흥회, 흑전사, 선구독서회, 남화한인청년연맹, 흑기연맹, 흑로회, 흑우연맹 등이 있다. 한국의 초기 아나키스트로로는 이을규·이정규 형제, 장자명 등이 있으며, 이회영은 임정을 거부하고 아나키스트의 길을 걸었다.

## 같이 보기
- 정치성향
- 사회주의
- 사회민주주의
- 좌익 파시즘
- 공산주의
- 자유주의
- 자본주의
- 생디칼리슴
- 자유지상주의적 사회주의
- 자유지상주의
- 자율주의
- 반파시즘
- 아나키스트들의 상징
- 개인주의